# Parapercis multiplicata
Parapercis multiplicata és una espècie de peix de la família dels pingüipèdids i de l'ordre dels perciformes.

## Descripció
- Fa 15 cm de llargària màxima[2] i presenta els dos terços inferiors del cos de color blanquinós amb 8 franges vermelles i estretes (cada una contenint dos punts foscos de color negre o vermell fosc), un puntet de vermell fosc a negre a l'abdomen per sobre de la base de les aletes pelvianes i la part espinosa de l'aleta dorsal de color crema amb una banda ampla, negra i obliqua.
- 5 espines i 21 radis tous a l'aleta dorsal i 1 espina i 16-17 radis tous a l'anal.
- Les escates de l'opercle són cicloïdals.[3][4]

## Alimentació
El seu nivell tròfic és de 3,25.

## Hàbitat i distribució geogràfica
És un peix marí, associat als esculls de corall (entre 4 i 30 m de fondària, normalment entre 27 i 30) i de clima tropical, el qual viu al Pacífic occidental: des del sud del Japó (com ara, les illes Ryukyu) fins a la Gran Barrera de Corall, Pitcairn i Austràlia (Austràlia Occidental i les illes Ashmore i Cartier), incloent-hi Indonèsia, Nova Caledònia i, probablement també, Taiwan, Guam, les illes Mariannes i Papua Nova Guinea.

## Observacions
És inofensiu per als humans.